# A magyar női vízilabda-válogatott mérkőzései 1984-ben
A magyar női vízilabda-válogatott 1984 decemberében játszotta első hivatalos mérkőzését. Az ellenfél az NSZK válogatottja volt. A magyar csapatot Tóth Gyula és Ördög Éva a Szentes és a Vasas edzői készítették fel. A magyar válogatott legelső gólját Várkonyi Gabriella szerezte.

## Mérkőzések
| 1. mérkőzés 1984. december 8. barátságos 19:00 | Magyarország                                      | 8–1               | NSZK     | Komjádi uszoda, Budapest Játékvezetők: Bíró Róbert Szarka Dezső |
| 1. mérkőzés 1984. december 8. barátságos 19:00 | (2–0, 1–0, 3–0, 2–1)                              |                   |          | Komjádi uszoda, Budapest Játékvezetők: Bíró Róbert Szarka Dezső |
| 1. mérkőzés 1984. december 8. barátságos 19:00 | Kókai 2 Eke 2 Várkonyi Szedlmayer Schäffer Dancsa |                   | Borchert | Komjádi uszoda, Budapest Játékvezetők: Bíró Róbert Szarka Dezső |
| 1. mérkőzés 1984. december 8. barátságos 19:00 | 2/2                                               | Gól / emberelőny  | 0/8      | Komjádi uszoda, Budapest Játékvezetők: Bíró Róbert Szarka Dezső |
| 1. mérkőzés 1984. december 8. barátságos 19:00 | 2/2                                               | Gól / négyméteres | 0/1      | Komjádi uszoda, Budapest Játékvezetők: Bíró Róbert Szarka Dezső |

| 2. mérkőzés 1984. december 9. barátságos 17:00 | Magyarország                                    | 7–4               | NSZK               | Komjádi uszoda, Budapest Játékvezetők: Gyerő Zoltán Marjai Zoltán |
| 2. mérkőzés 1984. december 9. barátságos 17:00 | (1–2, 2–2, 2–0, 2–0)                            |                   |                    | Komjádi uszoda, Budapest Játékvezetők: Gyerő Zoltán Marjai Zoltán |
| 2. mérkőzés 1984. december 9. barátságos 17:00 | Kókai 2 Várkonyi Schäffer Eke Dancsa Szedlmayer |                   | Florschütz 3 Voigt | Komjádi uszoda, Budapest Játékvezetők: Gyerő Zoltán Marjai Zoltán |
| 2. mérkőzés 1984. december 9. barátságos 17:00 | 2/6                                             | Gól / emberelőny  | 1/5                | Komjádi uszoda, Budapest Játékvezetők: Gyerő Zoltán Marjai Zoltán |
| 2. mérkőzés 1984. december 9. barátságos 17:00 | 0/1                                             | Gól / négyméteres | 1/2                | Komjádi uszoda, Budapest Játékvezetők: Gyerő Zoltán Marjai Zoltán |